# Робърт Луис Стивънсън
Робърт Луис Стивънсън (на английски: Robert Louis Stevenson, 1850 – 1894) е шотландски романист, поет, есеист и пътеписец.
Истинска знаменитост приживе, днес той е сред 26-те най-превеждани автори в цял свят. На творбите му се възхищават автори като Хорхе Луис Борхес, Бертолт Брехт, Ърнест Хемингуей, Артър Конан Дойл, Владимир Набоков и много други.

## Биография

### Детство и юношество
Робърт Луис Балфор Стивънсън е Роден в Единбург, Шотландия на 13 ноември 1850 г. в семейството на инженера Томас Стивънсън и съпругата му Маргарет Балфор. Като единствено дете, ексцентрично и по-различно от останалите, на Стивънсън било трудно да се впише в ранната си училищна среда. Болнав от малък, наследил белодробно заболяване от майка си, през голяма част от детството си той бил посещаван от детегледачка, Алисън Кънингам, която му четяла викториански романи, библейски истории и псалми. Това ставало с разрешението на родителите му, които били силно религиозни. Дори неговият баща добавял по някоя история. Стивънсън неизбежно се повлиял от всичко чуто и от ценностите на семейството си, както проличало в по-късен етап. Още преди да се научи да чете и пише, младежът диктувал истории на майка си. Сам започнал да твори около седмата си година. Томас Стивънсън се радвал на интересите на сина си и го подкрепял, спомняйки си своите опити като малък и липсата на подобно отношение от своя баща.
На 18-годишна възраст се отказва от името Балфор и променя презимето си от Lewis на Louis. Започва да се нарича с инициалите си „RLS“.

### Образование
На 7-годишна възраст започва да посещава училището на ул. „Индия“ в Единбург. Заради проблемите със здравето си обаче присъствията му са редки и бива обучаван от частни учители. Междувременно сменя още няколко училища като Единбургската академия за момчета, Спринг Гроув и частното училище на Робърт Топмпсън. През ноември 1867 г. постъпва в Единбургския университет. Бидейки потомък на три поколения строители на фарове, той се записва да изучава инженерство. От самото начало Стивънсън не показва ентусиазъм и не обръща внимание на материята. Вместо това той акцентира върху нови запознанства. Така се среща с бъдещия си финансов агент, Чарлс Бакстър, и професор Флемин Дженкин, чиято биография по-късно пише. Въпреки това всяка година през ваканциите пътувал да изследва инженерната семейната работа. Първо в Ейнстър и Уик през 1868 г., с баща си в Оркни и Шетланд през следващата година и през последната прекарва три седмици на шотландски острови. Пътуванията се харесват на шотландеца, защото допринасят за писането му. Особено се наслаждава на второто пътешествие с баща си, тъй като наподобява обиколка на Уолтър Скот, дало вдъхновение за неговия роман „Пиратът“. Може би като най-важен и влиятелен човек на този етап от живота му е неговият братовчед Боб, енергичен и безгрижен човек, избрал да изучава изкуства вместо семейната професия. Междувременно Робърт Луис Стивънсън работи върху писането си, имитирайки стиловете на Даниел Дефо, Уилям Хазлит, Чарлс Лам и сър Томас Браун. Изучава френска литература и шотландска история, както и трудовете на Дарвин и Спенсър. През април 1871 г., Стивънсън уведомява баща си, че е избрал да посвети живота си на писане. Томас Стивънсън не остава доволен, макар и да не е изненадан от избора на сина си. По-късно Робърт изучава право, най-вече, за да успокои баща си. Никога не практикува професията. Характерни за него стават дългата коса, бохемския стил на обличане, както и посещенията на евтини барове и бордеи. Признава се за атеист. Поема по път, който не съответства на възпитанието му. Така отношенията с баща му, а и с майка му рязко се влошават. В писмо до Чарлс Бакстър шотландецът нарича себе си „проклятие“ за родителите си.

### Творчески години
При едно посещение на братовчед си в Англия през 1873 г., Стивънсън се запознава с двама души, които по-късно ще изиграят важна роля в живота му. Това са Сидни Колвин и Фани Ситуел. Робъртсън е привлечен от Ситуел и през следващите няколко години поддържат оживена кореспонденция. Колвин става негов литературен съветник и скоро след запознанството им спомага за издаването на първия платен материал на писателя, озаглавен „Пътища“. Скоро Стивънсън станал активна част от литературния живот на Лондон, запознавайки се с много от тамошните автори на своето време като Андрю Ланг и Лесли Стивън, който проявява интерес към творчеството му. Стивън запознава Робърт Луис Стивънсън с Уилям Ърнест Хенли и двамата поддържат близки приятелски отношения до 1888 г., когато прекъсват дружбата си заради кавга. Хенли е смятан за прототип на Дългия Джон Силвър от „Островът на съкровищата“.
Здравето на шотландеца рязко се влошава през есента на същата година и докторите му препоръчват да замине към място с по-подходящ климат. Следващите 6 месеца той прекарва в Южна Франция, пишейки есета. При завръщането си в Единбург през април 1874 г. прекарва много време, работейки върху рецензии на книги, статии и къси разкази. Бавно, но сигурно, Стивънсън си изгражда име в журналистиката и материалите му биват издавани във все по-именити издания. През 1878 г. е публикувана и първата му книга – „Пътешествие във вътрешността на страната“. База за пътеписа са прекарани ваканции в каране на кану из каналите на Белгия и Франция. През август 1880 г. Стивънсън се завръща в Англия и от този момент нататък животът му се преминава в търсене на подходящ за болестта му климат.
През 1882 г. Стивънсън създава книгата „Нови хиляда и една нощ“, където използва похватите на арабския приказен епос. През 1883 г., едва 33-годишен, Робърт Луис Стивънсън издава книгата, която го обезсмъртява – „Островът на съкровищата“. Първоначално се подписва като капитан Джордж Норт, за да постигне илюзията, че авторът е морски вълк. Той разказвал романа на доведения си син, за да види как ще го възприемат младите читатели. През 1886 г. се появява „Странният случай на доктор Джекил и господин Хайд“, написан за 6 дни, както и „Отвлечени“. Така за пръв път в живота си Робърт Луис Стивънсън става известен.
Под перото му всяка тема се превръща в приключенска творба.

### Женитба и пътешествия
Освен пътуванията до Париж по здравословни причини, Стивънсън посещава множество галерии и театрални постановки в Париж. Ходи до Монтебло и близки градчета, където става член на така наречените колонии на творците. Голяма част от енергията му преминава в странствания. Пътешествието с кану от 1876 г. изиграва и друга роля, освен вдъхновение за книга. То среща Стивънсън и неговия спътник сър Уолтър Симпсън с Фани ван ден Грит Озбърн (1840 – 1914). Родена в Индианаполис, едва седемнадесетгодишна тя се омъжва и се мести в Невада при съпруга си Самуел след участието му в Американската гражданска война. Заедно имат три деца – Изабел, Лойд и Харви (който умира съвсем малък). Двамата със Самуел се разделят на няколко пъти поради невярността му. През 1875 г. Фани се мести във Франция с децата си, където с Изабел изучават изкуства именно в района на Монтебло. Въпреки че Стивънсън се завърнал във Великобритания малко след запознанството им, Фани не престава да бъде в мислите му. На нея посвещава любовно есе, публикувано в списание „Корнхил“. През следващата година двамата се срещат отново и отношенията им се развиват. Стивънсън прекарва доста време и с нейните деца във Франция. През август 1878 г. Фани се връща в Калифорния, докато той остава в Европа, правейки необходимото пътуване за книгата си „Пътешествия с магаре в Севените“ (1879). През август същата година Робърт Луис Стивънсън заминава при Фани Озбърн въпреки съветите на своите приятелите. Дори не уведомява родителите си. Резервира умишлено място втора класа в параход не само, за да спести средства, а и за да увеличи приключенското усещане. След това от Ню Йорк стига с влак. По-късно описва и това свое преживяване в пътепис. Цялото пътуване едва не го убива на два пъти. При втория Фани Озбърн, вече разведена, остава да се грижи за него. Дори баща му изпраща пари, за да спомогне оздравяването на сина си.
Фани и Робърт се женят през май 1880 г. Двамата, заедно със сина ѝ Лойд, заминават на меден месец северно от Сан Франсиско, в долината на Напа. Там се настаняват в изоставен минен лагер на връх Света Елена. И това преживяване Стивънсън описва в книгата „От Шотландия до Силвърадо“. След медения месец семейството заминава обратно за Великобритания. Новата му съпруга съумява да накара Робърт и баща му да загърбят различията си и постепенно е приета в семейството.
В периода 1880 – 1887 г. Робърт се опитва да се установи в Европа и САЩ. Едва след смъртта на баща си през 1887 г. той се почувства свободен да последва съвета на лекаря си и да опита различен климат.
През 1888 г. Стивънсън и семейството му отплават с яхта от Сан Франциско и прекарват следващите приблизително три години предимно по вода из Тихия океан. Често прекарват по няколко дни на Хавайските острови. Там Робърт става добър приятел с крал Калакуа, както и с неговата племенница Виктория, която има шотландско потекло. Пътешествията го отвеждат още в Гилбъртови острови, Нова Зеландия, Самоа и Таити. В този период написва още „Господарят на Балантрей“, „Сатанинската бутилка“, както и няколко балади по мотиви, събрани от посетените острови.

### Последни години
През 1890 г. Стивънсън купува парцел земя (около 400 акра) в Уполу, остров в Самоа, където се установява. Построява къща в селцето Ваилима. Там приема местното име Туситала, което означава разказвач. Влиянието му върху тамошните толкова нараства, че те започват да ходят при него за съвети и дори го включват в политиката. Той бил убеден, че европейците, назначени да управляват самоанците не са достатъчно компетентни. След много безуспешни опити да промени ситуацията, Стивънсън публикува творба като своеобразен протест, описваща гражданската война в Самоа. Тя дала толкова силен отзвук, че управляващите били свалени.
Семейство Стивънсън поддържало приятелски отношения с някои колониални лидери и техните семейства. Като своеобразен подарък Робърт подарил на дъщерята на американски комисар рождената си дата, тъй като тя била родена на Коледа и не криела своето разочарование от невъзможността двата празника да бъдат отпразнувани отделно. Това дело сближило двете фамилии.
Междувременно Стивънсън все още работел и върху писането си. В този период написва „Брегът на Фалеса“, „Катриона“ (известно още като „Приключенията на Дейвид Балфур“) и „Ваилимските писма“. Не след дълго обаче изпаднал в силна депресия. Чувствал се изразходен. Страхувал се да не би пак да се превърне в безпомощен инвалид. Внезапно започва да работи по нов роман, но не успява да го завърши.
На 3 декември 1894 г. Робърт Луис Стивънсън умира от мозъчен кръвоизлив. Местните самоанци настояли през нощта тялото му да бъде пазено от охрана, докато не бъде пренесено до гроба му. Погребан е на връх Ваеа, на място, гледащо срещу океана.
Сам съчинява надгробния си надпис в стихове:

Под звездната безкрайна шир,
сложете ме да спя във мир.
Честит до края бях безспир
и за почивка съм готов.
Тоз стих за мен да изсекат:
„Той спи в мечтания си кът;
морякът върна се от път,
ловецът свърши своя лов“.

Местните жители много обичали Стивънсън. Епитафията му е преведена на самоански и се изпълнява като песен.